# Jérémy Nicollin
Pour les articles homonymes, voir Nicollin.
Jérémy Nicollin (né le 8 avril 1991 à Chenôve) est un athlète français, spécialiste du lancer de javelot. 

## Biographie
Il remporte le titre du lancer du javelot lors des championnats de France 2014, à Reims, en portant son record personnel à 74,41 m. Il remporte la médaille d'argent deux ans plus tard lors de l'édition d'Angers avec un jet à 74,24 m, derrière Killian Durechou (75,35 m).

### Palmarès
- Championnats de France d'athlétisme :
  - Champion de France Elite du javelot en 2014 et 2018
  - Vice-champion de France Elite du javelot en 2016, 2017 et 2019.
- Equipe de France d'Athlétisme :
  - 2e place à la coupe d'Europe hivernale des lancers à Arad (Roumanie)

### Records
| Épreuve           | Performance | Lieu         | Date        |
| ----------------- | ----------- | ------------ | ----------- |
| Lancer du javelot | 77,15 m     | Dessau (GER) | 27 mai 2016 |